# Paramara
La dinastia Paramara (Paramāra) o dels Paramares fou una nissaga reial rajput que va governar Malwa i àrees circumdants a l'oest de l'Índia central entre els segles IX i XIV.
La dinastia dels Paramares va ser establerta en algun moment avançat el segle IX o a tot estirar al principi del X. Les inscripcions més antigues dels Paramara són d'un governant del segle x, Siyaka, i van estar trobades al Gujarat i suggereixen que eren vassalls dels raixtrakutes de Manyakheta. Al voltant del 972, Siyaka va saquejar la capital raixtrakuta, Manyakheta, i va establir els Paramares com a poder sobirà. Al temps del seu successor Munja, la regió de Malwa en el modern esatt de Madhya Pradesh havia esdevingut el nucli del territori Paramara, amb Dhara (ara Dhar) com la seva capital. La dinastia va assolir el seu zenit sota el nebot de Munja, Bhoja, el regne de la qual es va estendre de Chitor al nord fins a Konkan al sud, i del riu Sabarmati a l'oest fins a Vidisha a l'est.
El poder Paramara va ascendir o declinar diverses vegades arran de les seves lluites amb els Chalukya de Gujarat, els Chalukya de Kalyani, el Kalachuris de Tripuri i altres regnes veïns. Els darrers governants Paramara van traslladar la seva capital a Mandapa-Durga (ara Mandu) després que Dhara va ser saquejada diverses vegades pels seus enemics. Mahalakadeva, el darrer rei Paramara conegut, va ser derrotat i mort per les forces de Ala al-Din Muhàmmad Xah Khalji de Delhi el 1305 tot i que certa evidència epigràfica suggereix que el govern Paramara va continuar uns quants anys després de la seva mort.
Malwa va gaudir d'un gran nivell cultural i prestigi polític sota els Paramares. La dinastia Paramaras fou coneguda pel seu patronatge a poetes i erudits, i Bhoja fou ell mateix un savi famós. La majoria dels reis Paramares foren Shaivites i van encarregar diversos temples dedicats a Xiva tot i que també patronitzaven savis jainistes.

## Origen

### Ancestres
Les lamines de coure de Harsola (949) gravades pel rei Paramara Siyaka II diu que els primers governants Paramara eren feudataries del Raixtrakutes de Manyakheta. Aquesta inscripció esmenta un rei anomenat Akalavarsha (identificat amb el rei Rashtrakuta Krishna III), seguit per l'expressió tasmin kule ("en aquesta família"), i llavors seguit pel nom "Vappairaja" (identificat amb el Paramara rei Vakpati I). Sobre la base de la inscripció de Harsola, alguns historiadors com D. C. Ganguly han teoritzat que els Paramares descendien dels Raixtrakutes. Ganguly també va provar de trobar suport per la seva teoria en Ain-i-Akbari, la variació del qual del mite d'Agnikula (vegeu a sota) declara que el fundador del regne Paramara va venir a Malwa del Dècan. A més el successor de Siyaka, Munja (Vakpati II) va assumir títols com Amoghavarsha, Sri-vallabha i Prithvi-vallabha: aquests són sens dubte títols Raixtrakuta.
Diversos historiadors han estat crítics amb aquesta teoria. Dasharatha Sharma nota que el mite d'Agnikula sobre l'origen Paramara és del temps del fill de Siyaka, Sindhuraja. Sharma argumenta que l'origen reial raixtrakuta dels Paramares no podria haver estat oblidat en una generació. K. C. Jain teoritza que la mare de Vappairaja va estar relacionada a la família Raixtrakuta, perquè cap altre record Paramara no presumeix dels Raixtrakuta com els seus avantpassats. Siyaka i altres reis Paramara abans de Munja no van adoptar títols raixtrakutes: Munja podria haver adoptat aquests títols per commemorar la victòria del seu predecessor sobre els raixtrakutes, i per enfortir la seva reclamació sobre els anteriors territoris Raixtrakutes.
Els darrers reis Paramara van reclamar per ser membres del Agnikula o Agnivansha ("clan de foc"). El mite de l'origen d'Agnikula, el qual apareix en moltes de les seves inscripcions i obres literàries, va així: El savi Vishvamitra va agafar per la força una vaca que concedia desitjos a un altre savi, Vashistha, a la muntanya Arbuda (Mont Abu). Vashistha llavors va cridar a un heroi en una fossa de foc de sacrificis (agni-kunda), que va derrotar els enemics de Vashistha i va recuperar la vaca. Vashistha llavors va donar a l'heroi el títol de Paramara ("enemic assassí"). La font coneguda més antiga que esmenta aquesta història és el Nava-sahasanka-charita de Padmagupta Parimala, que era un poeta de la cort del rei Paramara Sindhuraja (vers 997-1010). La llegenda no és esmentada en altres inscripcions antigues Paramara o obres literàries. Per aquest temps, totes les dinasties veïnes van reclamar origen diví o heroic, el qual podria haver motivat els Paramares per inventar una llegenda pròpia. Més tard, una llegenda esmentada en una reedició del Prithviraj Raso va estendre la llegenda per incloure altres dinasties rajputs entre els clans de foc. Les més antigues copies del Prithviraj Raso no contenen aquesta llegenda; aquesta versió podria haver estat inventada pels poetes de segle xvi que van voler presentar la unitat Rajput contra l'emperador Moghul Akbar.
Alguns historiadors de l'era colonial van interpretar aquest compte mític per suggerir un origen estranger pels Paramares. Segons aquesta teoria, els avantpassats dels Paramares i altres rajputs Agnivanshi van venir a l'Índia després de la decadència de l'Imperi Gupta Imperi al voltant del segle v. Van ser admesos en el sistema hindú de castes després de celebrar un ritual de foc. Tanmateix, aquesta teoria és debilitada pel fet que la llegenda no és esmentada en els records més antics dels Paramara i fins i tot el més antic relats Paramara no esmenten altres clans Rajputs com Agnivanshi.
Alguns historiadors, com Dasharatha Sharma i Pratipal Bhatia, ha argumentat que el Paramares eren al principi Bramins del Vashistha gotra.[2] Aquesta teoria és basada en el fet que Halayudha, que tenia com a patró a Munja, descriu el rei com "Brahma-Kshtra" a Pingala-Sutra-Vritti. Segons Bhatia aquesta expressió significa que Munja va venir d'una família de Brahmins que esdevingueren Kshatriyas. A més a més, la inscripció del temple de Patanarayana declara que els Paramares era del gotra de Vashistha, el qual és un gotra de Bramins reclamant descendència del savi Vashistha.
D. C. Sircar teoritza que la dinastia descendida dels Malaves. Tanmateix, no hi ha cap evidència entre els primers governants Paramara anomenats Malava; el Paramares va començar a ser anomenats Malavas només després que van començar a governar Malwa.
Basats en la llegenda d'Agnikula, alguns experts com C. V. Vaidya i V. A. Smith especulen que el Mont Abu fou la llar original dels Paramares. Basat en la lamina de coure de Harsola i l' Ain-i-Akbari, D. C. Ganguly creu que van venir del Dècan.
Les primeres inscripcions Paramara (les de Siyaka II) han estat descobertes al Gujarat, i es refereixen a donacions de terres en aquella regió. Basat en aquestes, D. B. Diskalkar i H. V. Trivedi teoritzen que els Paramares va estar associats amb el Gujarat durant els seus primers temps.

## Primers governants
L'evidència històrica suggereix que entre 808-812, els Raixtrakutes de Manyakheta van expulsar els Gurjara-Pratiharas de la regió de Malwa. El rei Raixtrakuta Govinda III va col·locar Malwa sota la protecció de Karka-raja, el Raixtrakuta cap de Lata (una regió a la frontera de Malwa, en el modern Gujarat). Malwa fou subsegüentment governat per un vassall dels Raixtrakutes. Aquest vassall podria haver estat un membre de la dinastia Paramara, però no hi ha cap prova definitiva d'això. L'inici del govern Paramara a Malwa no pot ser datat amb certesa, però és incontestable que no van governar Malwa abans del segle IX.
Siyaka fou el més antic rei Paramara conegut, testificat per les seves pròpies inscripcions. La de Harsola (949) és la més antiga disponible i suggereix que els paramares eren vassalls dels Raixtrakutes. La llista dels seus predecessores varia segons els relats:
| Harsola lamina de coure (949) | Nava-Sahasanka-Charita (principis del segle xi) | Inscripció de Udaipur Prashasti (Segle XI) | Inscripció de Nagpur Prashasti (1104) | Altres donacions de terra |
| ----------------------------- | ----------------------------------------------- | ------------------------------------------ | ------------------------------------- | ------------------------- |
| Paramara                      | Paramara                                        | Paramara                                   | Paramara                              |                           |
| Upendra                       | Upendra                                         | Krishna                                    |                                       |                           |
| "Altres reis"                 | Vairisimha (I)                                  | Krishna                                    |                                       |                           |
| "Altres reis"                 | Siyaka (I)                                      | Krishna                                    |                                       |                           |
| Vappairaja                    | Vakpati (I)                                     | Krishna                                    | Vakpati (I)                           |                           |
| Vairisimha                    | Vairisimha                                      | Vairisimha (II)                            | Vairisimha                            | Vairisimha                |
| Siyaka                        | Siyaka, àlies Harsha                            | Harsha                                     | Siyaka                                | Siyaka                    |

Paramara és el progenitor mític de la dinastia, segons la llegenda d'Agnikula. Si els altres reis primerencs esmentats al Udaipur Prashasti són històrics o ficticis és un tema de debat entre historiadors.
Segons C. V. Vaidya I K. Un. Nilakantha Sastri, la dinastia Paramara va ser fundada al segle x. Vaidya creu que els reis com Vairisimha I i Siyaka són imaginaris, duplicant els noms dels reis històrics més tardans per tal de donar suport a l'antiguitat de la dinastia. El 1274 la inscripció de la lamina de coure de Mandhatare de Jayavarman II anomena vuit successors de Paramara com Kamandaludhara, Dhumraja, Devasimhapala, Kanakasimha, Shriharsha, Jagaddeva, Sthirakaya i Voshari: aquests no semblen ser figures històriques. HV Trivedi declara que hi ha una possibilitat que Vairisimha I i Siyaka I del Udaipur Prashasti siguin els mateixos que Vairisimha II i Siyaka II; els noms podrien haver-hi estat repetits per equivocació. Alternativament, teoritza que aquests noms han estat omesos en altre inscripcions perquè aquests governants no van ser sobirans independents.
Molts altres historiadors creuen que els primers governants Paramara esmentats al Udaipur Prashasti no són ficticis i els Paramares va començar governant Malwa en el segle IX (com a vassalls Raixtrakuta). K. N. Seth argumenta que fins i tot algunes de les inscripcions paramares més tardanes esmenten només 3-4 predecessors del rei que va emetre la inscripció. Per això, l'absència de noms segurs en la genealogia proporcionada en les primeres inscripcions no significa que aquests fossin governants imaginaris. Segons ell, l'esment de Upendra al Nava-Sahasanka-Charitra (compost pel poeta de la cort del rei posterior Sindhuraja) prova que Upendra no és un rei fictici. Historiadors com Georg Bühler i James Burgess identifica Upendra i Krishnaraja com una sola persona, perquè aquests noms són sinònims (Upendra és un altre nom de Krishna). Tanmateix, un inscription del successor de Siyaka, Munja, anomena els reis que el van precedir com Krishnaraja, Vairisimha, i Siyaka. Basat en això, Seth tanmateix identifica Krishnaraja amb Vappairaja o Vakpati esmentat en la inscripció de Harsola (Vappairaja seria la forma Prakrit de Vakpati-raja). En el seu suport, Seth assenyala que Vairisimha fou anomenat Krishna-padanudhyata a la inscripció de Munja (o sigui Vakpati II). Teoritza que Vakpati II va utilitzar el nom "Krishnaraja" en comptes de Vakpati I per identificar el seu avantpassat, per tal d'evitar confusió amb el seu nom propi.

## Els emperadors paramares

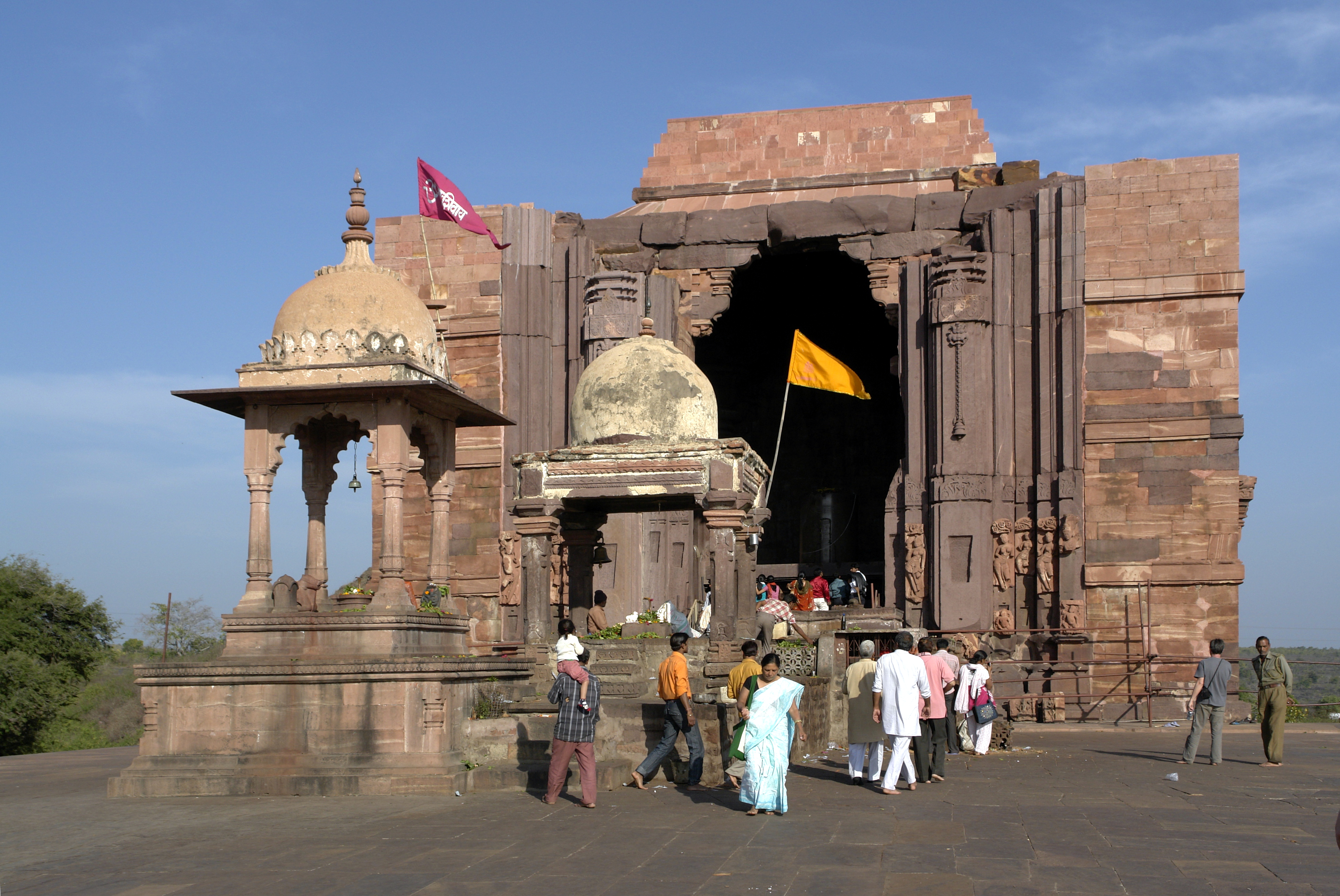
El temple de Bhojeshwar a Bhojpur

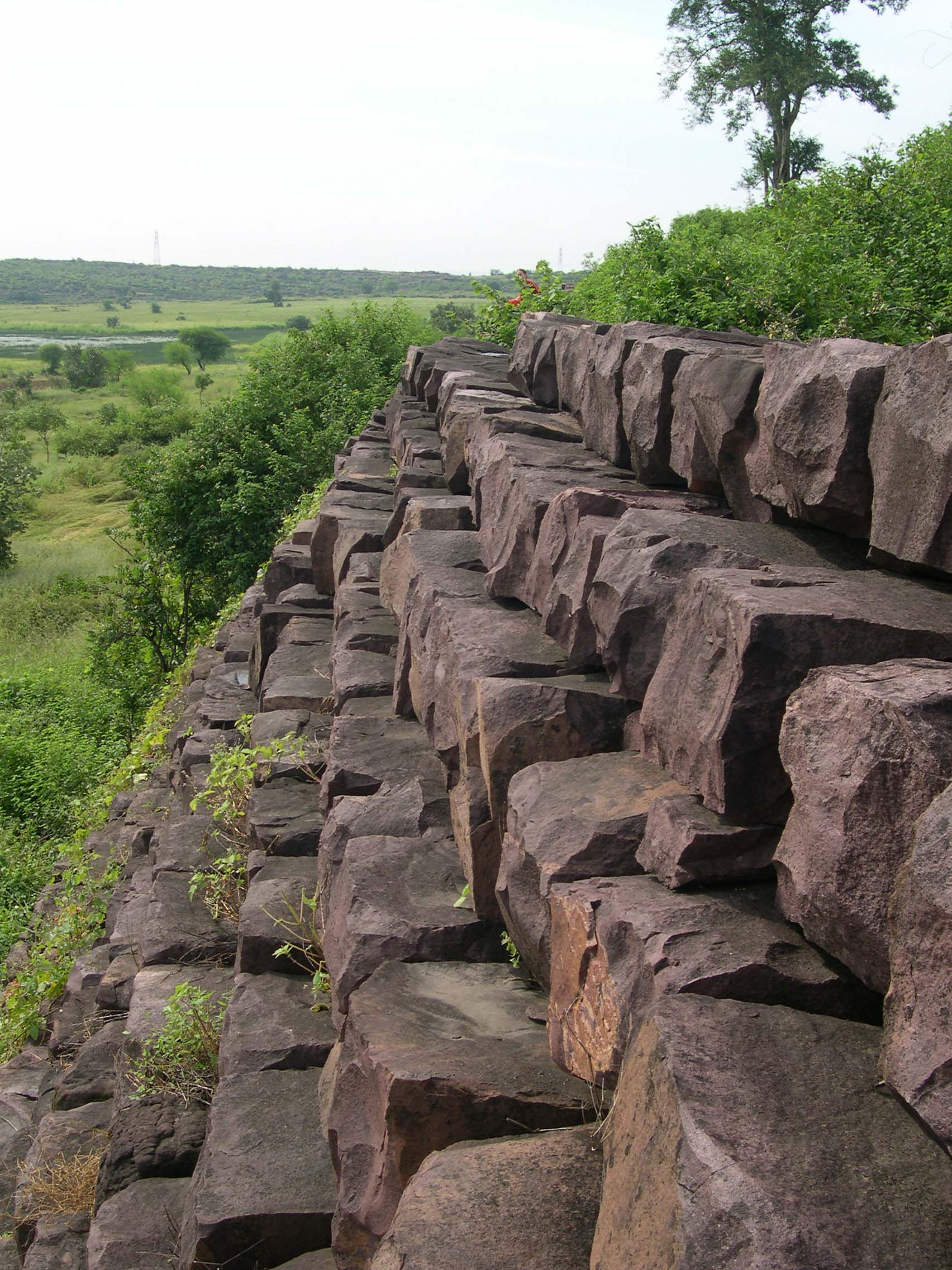
Detall de l'obra de la presa del nord a Bhojpur

El primer sobirà independent de la dinastia Paramara fou Siyaka (de vegades anomenat Siyaka II per distingir-li del més primerenc Siyaka esmentat al Udaipur Prashasti). La inscripció de Harsola (949) suggereix que Siyaka era inicialment feudatari del rei Raixtrakuta Krishna III. Tanmateix, la mateixa inscripció també esmenta Maharajadhirajapati com un dels títols de Siyaka. Basat en això, K. N. Seth creu que l'acceptació per Siyaka de la sobirania Raixtrakuta era nominal.
Com a feudatari Rashtrakuta, Siyaka va participar en les seves campanyes contra els Pratihares. També va derrotar a algun cap Huna que governava al del nord de Malwa. Podria haver patit derrotes contra el rei Chandela Yashovarman. Després de la mort de Krishna III, Siyaka va derrotar el seu successor Khottiga en una batalla lluitada a les ribes del Narmada. Llavors va perseguit a Khottiga que es retirava amb l'exèrcit Raixtrakuta cap a la capital Manyakheta, i va entrar a la ciutat que va saquejar el 972. La seva victòria finalment va suposar l'inici de la decadència dels Raixtrakutes, i l'establiment dels Paramares com un poder sobirà independent a Malwa.
El successor de Siyaka, Munja, va aconseguir èxits militars contra els Chahamanes de Shakambari, els Chahamanes de Naddula, els Guhiles de Mewar, els hunes, els kalachuris de Tripuri, i el governant de la regió de Gurjara (possiblement un Chalukya de Gujarat o un governant Pratihara). També va aconseguir alguns èxits inicials contra els Chalukya Occidentals on era rei Tailapa II, però era finalment fou derrotat i mort per Tailapa II en algun moment entre el 994 i el 998.
Arran d'aquesta derrota, els Paramares va perdre els seus territoris del sud (possiblement els situats més enllà del riu Narmada) davant els Chalukya.[27] Munja fou reputat com a patró d'erudits i el seu govern va atreure savis de parts diferents de l'Índia cap a Malwa. Fou també un poeta, tot i que només unes quantes estrofes de les que va compondre han sobreviscut.
El germà de Munja, Sindhuraja (va governar vers la dècada del 990) va derrotar el rei Chalukya Occidental Satyashraya, i va recuperar els territoris perduts contra Tailapa II. També va aconseguir èxits militars contra un cap Huna, contra els Somavanshis del sud de Kosala, els Shilahares de Konkana, i el governant de Lata (sud de Gujarat). El seu poeta de la cort Padmagupta va escriure la seva biografia Nava-Sahasanka-Charita, la qual li atribueix diverses altres victòries, tot i que semblen ser exageracions poètiques.
El fill de Sindhuraja, Bhoja, és el governant més celebre de la dinastia Paramara. Va fer diversos intents d'expandir el regne Paramara amb resultats desiguals. Al voltant del 1018 va derrotar els Chalukya de Lata a Gujarat. Entre 1018 i 1020 CE, va obtenir control del nord de Konkan, que era dels Shilahara que probablement van esdevenir els seus feudataris per un període breu. Bhoja també va formar una aliança contra el rei Txalukua de Kalyani, Jayasimha II, amb Rajendra Cola i Gangeya-deva Kalachuri. L'amplitud de l'èxit de Bhoja en aquesta campanya no és segura, doncs tant els panegirics Chalukya com els Paramara reclamen la victòria. Durant els darrers anys del regnat de Bhoja, en algun moment després del 1042, Someshvara, fill i successor de Jayasimha, va envair Malwa, i va saquejar la seva capital Dhara.[30] Bhoja va restablir el seu control sobre Malwa poc després de la sortida de l'exèrcit Chalukya exèrcit, però la derrota va fer retrocedir la frontera del sud del seu regne des del riu Godavari fins al Narmada.
El intent de Bhoja d'expandir el seu regne cap a l'est fou rebutjat pel rei Chandela Vidyadhara. Tanmateix Bhoja fou capaç d'estendre la seva influència entre uns feudataris Chandela, els Kachchhapaghates de Dubkund. Bhoja també va llançar una campanya contra els Kachchhapaghates de Gwalior, possiblement amb l'objectiu definitiu de capturar Kanauj, però els seus atacs foren rebutjats pel seu governant Kirtiraja. Bhoja també va derrotar els Chahamanes de Shakambhari, matant el seu governant Viryarama. Tanmateix, va ser forçat a retrocedir pels Chahamanes de Naddula. Segons historiadors musulmans medievals, després de saquejar Somnath, Mahmud de Ghazna va canviar la seva ruta per evitar confrontacions amb un rei hindu que anomenava com Param Dev. Els historiadors moderns identifiquen Param Dev com Bhoja: el nom pot ser una corrupció de Paramara-Deva o del títol de Bhoja Parameshvara-Paramabhattaraka. Bhoja podria haver també contribuït amb tropes per donar suport al Kabul Shahi governant, Anandapala, en la seva lluita contra els gaznàvides. Potser fou també una part de l'aliança hindú que va expulsar els governadors gaznèvides de Hansi, Thanesar i altres àrees al voltant del 1043. Durant el darrer any del regnat de Bhoja o poc després de la seva mort, el rei Solanki Bhima I i el rei Kalachuri Karna van atacar junts el seu regne. Segons l'autor de segle xiv Merutunga, Bhoja va morir d'una malaltia al mateix temps que l'exèrcit aliat atacava el seu regne.
Al seu zenit, el regne de Bhoja s'estenia de Chitor al nord a l'Alt Konkan al sud, i del riu Sabarmati a l'oest a Vidisha a l'est. Va ser reconegut com un dirigent militar capacitat, però les seves conquestes territorials foren efímeres. La seva major fama derivava de la seva reputació com a rei erudit, que patrocinava les arts, la literatura i les ciències. Destacats poetes i escriptors del seu temps van buscar el seu patrocini. Bhoja tenia grans coneixements; les seves obres cobreixen una àmplia varietat de temes incloent gramàtica, poesia, arquitectura, ioga, i química. Bhoja va establir el Bhoj Shala que era un centre d'estudis sànscrits i un temple a Sarasvatí a la moderna Dhar. Es diu que va fundar la ciutat de Bhojpur, una creença recolzada per evidència històrica. A més del temple de Bhojeshwar a la ciutat, va construir tres rescloses o preses en l'àrea atribuïda al seu domini. A causa del seu patronatge a figures literàries, diverses llegendes escrites després de la seva mort el van presentar com a rei savi i recte. En termes del nombre de llegendes centrades al seu voltant, Bhoja és comparable a Vikramaditya.

## Decadència
El successor de Bhoja, Jayasimha I, que era probablement el seu fill, va fer front a la invasió Kalachuri-Solanki immediatament després de la mort de Bhoja. Els escrits de Bilhana suggereixen que va buscar ajuda dels Chalukya de Kalyani. El successor de Jayasimha i germà de Bhoja, Udayaditya, va ser derrotat per Chamundaraja, el seu vassall a Vagada. Va fer front a una invasió del rei solanki Karna de Lata. En resposta, ell i els seus aliats van derrotar a Karna. El fill gran de Udayaditya, Lakshmadeva, és considerat autor de extenses conquestes militars segons la inscripció de Nagpur Prashasti de 1104-1105. Tanmateix aquestes atribucions semblen ser exageracions poètiques. En el millor dels casos, podria haver derrotat els Kalachuris de Tripuri. L'altra fill més jove de Udayaditya, Naravarman, el va succeir i va fer front a diverses derrotes, perdent davant els Chandeles de Jejakabhukti i del rei Jayasimha Siddharaja de la dinastis Solanki. Pel final del seu regnat, un personatge de nom Vijayapala es va crear un regne independent al del nord-est de Ujjain que es va segregar del regne Paramara.
Yashovarman va perdre el control de la capital Paramara Dhara davant del solanki Jayasimha Siddharaja. El seu successor Jayavarman I va recuperar el control de Dhara, però aviat el va perdre en front d'un usurpador anomenat Ballala. El rei Solanki Kumarapala va derrotar a Ballala al voltant de 1150, amb ajut dels seus feudataris el rei chahamana de Naddula, Alhana i el cap Paramara Yashodhavala de Mont Abu. Malwa llavors va esdevenir una província dels Solankis. Una branca menor dels Paramaras, que es titulava com Mahakumares, va governar l'àrea al voltant de Bhopal durant aquest temps. Gairebé dues dècades més tard, el fill de Jayavarman, Vindhyavarman, va derrotar el rei Solanki Mularaja II, i va restablir la sobirania Paramara a Malwa. Durant el seu regnat, Malwa va fer front repetides invasions dels Hoysales i els Yadavas de Devagiri. Fou també derrotat pel general solanki Kumara. Malgrat aquests desastres, fou capaç de restaurar el poder Paramara a Malwa abans de la seva mort.
El fill de Vindhyavarman, Subhatavarman, va envair Gujarat, i va saquejar el territori Solanki. Però fou finalment forçat a retrocedir per foces del feudatari solanki Lavana-Prasada. El seu fill Arjunavarman també va envair Gujarat, i va derrotar a Jayanta-simha (o Jaya-simha), que havia usurpat el tron Solanki per un període breu. Va ser derrotat pel general yadava Kholeshvara a Lata.
Arjunavarman va ser succeït per Devapala, que era el fill de Harishchandra, un Mahakumara (cap d'una branca dels Paramara). Va continuar lluitant contra els Solankis i els Yadaves. El Sultan de Delhi Iltutmish va capturar Bhilsa durant 1233-34 però Devapala va derrotar el governador del Sultà i va recuperar el control de Bhilsa. Segons el Hammira Mahakavya, va ser mort per Vagabhata de Ranthambhor (dels Chahamanes de Rastambhapura), qui va sospitar que complotava per matar-lo en connivència amb el Sultà de Delhi.
Durant el regnat del fill de Devapala, Jaitugideva, el poder dels Paramares va declinar molt a causa d'invasions del rei Yadava Krishna, del sultà de Delhi Balban, i del príncep Vaghela Visala-deva. El fill petit de Devapala, Jayavarman II, també va fer front a atacs d'aquests tres poders. O Jaitugi o Jayavarman II va traslladar la capital Paramara de Dhara a la muntanyenca Mandapa-Durga (moderna Mandu), la qual oferia una posició defensiva millor.
Arjunavarman II, el successor de Jayavarman II, va demostrar ser un governant dèbil. Va fer front a una rebel·lió d'un ministre. En la dècada de 1270, el governant yadava Ramachandra va envair Malwa, i el 1280s, el governant chahamana de Ranthambhor, Hammira, també va assaltar Malwa. El successor d'Arjunavarman II, Bhoja II, també va fer front a una invasió des de Hammira. Bhoja II era el rei titular sota control del seu ministre, o be era el ministre que havia usurpat una part del regne Paramara.
Mahalakadeva, el darrer rei Paramara conegut, va ser derrotat i mort per l'exèrcit de Ala al-Din Muhàmmad Xah Khalji el 1305.

## Governants
Els governants Paramara esmentats en diverses inscripcions i a les fonts literàries són els següents (els governants són fills del seu predecessors, llevat que s'especifiqui una altra cosa):[79][80]
- Paramara, l'avantpassat mític esmentat en la llegenda d'Agnikula
- Upendra, segle IX
- Vairisimha (I), segle IX; considerat fictici per alguns historiadors
- Siyaka (I), segle IX; considerat fictici per alguns historiadors
- Vakpati (I), Xegle IX-segle X; anomenat Vappairaja o Bappiraja en la inscripció de Harsola
- Vairisimha (II), segle X
- Siyaka (II) àlies Harsha, 948-972
- Vakpati (II) àlies Munja, 972-vers 995; fill gran de Siyaka
- Sindhuraja, vers 995-1010; fill petit de Siyaka
- Bhoja, 1010-1055
- Jayasimha (I), 1055-1070
- Udayaditya, 1070-1086; germà de Bhoja
- Lakshma-deva, 1086-1094; fill gran de Udayaditya
- Naravarman, 1094-1130; fill petit de Udayaditya
- Yashovarman, 1133-1142
- Jayavarman (I), 1142-1143
- Interregne, 1144-1174: Un usurpador anomenat Ballala va prendre el poder a Malwa. Va ser derrotat pels Chalukya de Gujarat (Solankis). El regne Paramara va quedar sota sobirania Chalukya durant aquest període.
- Vindhyavarman, 1175-1194
- Subhatavarman, 1194-1209
- Arjunavarman I, 1210-1215
- Devapala, 1218-1239; Fill de Mahakumara Harishchandra
- Jaitugideva, 1239-1255; fill gran de Devapala
- Jayavarman II, 1255-1274; fill petit de Devapala
- Arjunavarman II, segle xiii
- Bhoja II, segle xiii
- Mahlakadeva, mort el 1305

Un inscription de Udaipur indica que la dinastia Paramara va sobreviure fins com a mínim el 1310 en la part nord-oriental de Malwa. Una inscripció posterior mostra que l'àrea ja havia estat capturada pel sultanat de Delhi el 1338.

## Branques i suposats descendents
A més dels sobirans Paramara de Malwa, diverses branques de la dinastia van governar com a feudataris a diversos llocs. Aquests inclouen:
- Paramares de Bhinmal (també coneguts com els Paramares de Kiradu), Branca sorgida dels Paramares de Chandravati[76]
- Paramaras de Chandravati (també coneguts com a Paramaras d'Abu). Esdevingueren feudataris dels Txaulukies de Gujarat al segle xii[77]
- Paramares de Vagada. Governaven a Arthuna com a feudataris dels Paramares de Malwa[78]
- Paramaras de Jalor. Suplantats pels Chahamanes de Jalor[79]

Els governants de diversos principats indis reclamen algun tipus de connexió amb els Paramares. Aquests inclouen:
- Baghal: es diu que fou fundat per Ajab Dev Parmar, que va venir al que avui dia és Himachal Pradesh des de Ujjain al segle xiv.[80][81]
- Danta: Els seus governants reclamen afiliació del clan Parmar i descendència del llegendari rei Vikramaditya de Ujjain[82]
- Dewas (Sènior i Junior): Els governants Marathes Puar d'aquests estats reclamen descednència de la dinastia Paramara.[83]
- Dhar: El seu fundador fou Anand Rao Puar, que reclamava descendència Paramara i va rebre un feu del Peshwa Baji Rao I al segle xviii.[84]
- Gangpur: Els seus governants van reclamar ascendència Paramara. Segons David Henige, aquesta reclamació és dubtosa.[85]
- Muli: Els seus governants van reclamar ser descendents dels Paramara i és diu que van començar sent feudataris dels Vagheles. .[86]